# Hotelul Negresco
Hotelul Negresco este un hotel de lux situat pe Promenade des Anglais din Nisa. A obținut cea de-a cincea stea în august 2009.
El este unul dintre puținele stabilimente hoteliere ce au supraviețuit în activitate de la începutul secolului al XX-lea și unul dintre ultimele hoteluri independente din această clasă. Fațadele sale au un aspect neoclasic, cu o ornamentație opulentă cvasi-barocă. El figurează ca și hotelurile Sacher din Viena, Ritz din Paris sau Astoria din Bruxelles printre locurile mitice ale industriei hoteliere de lux.
Pe 13 iunie 2003, fațadele și acoperișurile ansamblului de clădiri, precum și salonul central denumit „salonul regal” cu acoperiș de sticlă, au fost înscrise în lista de inventar a monumentelor istorice. La 1 martie 2001, el a obținut distincția « Patrimoine du XXe siècle ».

## Istoric
Fondatorul acestui hotel a fost românul Henri Negresco, care a lucrat mulți ani ca maître d’hôtel la cele mai cunoscute hoteluri de lux din Europa, fiind gazda unei clientele bogate precum familia Rockefeller. La începutul anilor 1910, el avea ambiția de a construi propriul său hotel de lux, pe o parcelă de teren de 6.500 m² aflată în apropiere de vila Masséna. Visul său a devenit realitate cu ajutorul unor magnați din industria automobilelor printre care De Dion-Buton și Alexandre Darracq; el a încredințat proiectarea clădirii arhitectului Édouard-Jean Niermans, care mai proiectase Hôtel du Palais din Biarritz, Hôtel de Paris Monte-Carlo, Moulin Rouge, Casino de Paris sau braseria Mollard din Paris. Planul hotelului adoptat și corectat de Negresco amintește de cel al Grand Hôtel din Madrid construit de Niermans, ca și de cel al Hotelului Ritz din Paris. Legenda spune că Henri Negrescu a construit o cupolă roz ce avea forma sânului amantei sale. Aranjamentul financiar delicat din timpul înființării SICA (Société immobilière Côte d'Azur) a amânat începerea lucrărilor.
Hotelul de lux a avut parte de o inaugurare strălucitoare la 4 ianuarie 1913, în prezența a mai mult de șapte capete încoronate. Toată lumea a fost extaziată de marea sală eliptică în stilul Ludovic al XVI-lea, de rotonda luminoasă, de covorul imens ce a costat 300.000 de franci sau de mobilierul creat de Paul Dumas în cele 450 de camere. Bolta vitrată, după cum dovedește înscrierea sa în lista monumentelor istorice, este opera lui Édouard-Jean Niermans care a conceput clădirile în totalitate (contrar credintei populare, armătura metalică a boltei vitrate a Salonului Regal nu a fost realizată de Gustave Eiffel, care nu a lucrat niciodată la Negresco). Sub boltă se află un candelabru de Baccarat de 4,60 metri, cu 16.800 de cristale, ce era destinat inițial pentru țarul Nicolae al II-lea al Rusiei (un exemplar identic se află la Kremlin); podeaua salonului este confecționată din marmură de Carrara. Restul hotelului nu este modernizat: întrerupătoarele electrice sunt acționate manual, curățarea se face prin aspirarea aerului, autoclavă cu aburi și un serviciu pneumatic de livrare a mesajelor printr-un tub în camere.
Până în ajunul Marelui Război, hotelul avea un profit semestrial de 200.000 de franci. În 1914, după începerea războiului, hotelul a fost rechiziționat și transformat în spital militar. Instalațiile sale în totalitate noi au suferit de pe urma utilizării improprii. Hotelul a fost derechiziționat în septembrie 1918. Procedurile de compensare complicate pentru realizarea restaurării și lipsa clienților de pe Rivieră l-au adus pe Henri Negresco la ruină. Presat de dificultățile financiare și de creditori, hotelul Negresco a fost vândut unei societăți hoteliere belgiene. Henri Negresco a murit în 1920 la Paris, la vârsta de numai 52 de ani.
În 1957, hotelul a fost cumpărat de către Jean-Baptiste Mesnage, a cărui soție tocmai suferise o intervenție chirurgicală: ea se afla într-un scaun cu rotile, iar Negresco era în acel moment singurul hotel care avea un lift pentru scaun cu rotile. El i-a încredințata administrarea fiicei sale, Jeanne, care era proaspăt căsătorită cu Paul Augier, avocat și om politic din Nice. Este de remarcat faptul că, în acel timp, multe dintre hoteluri de pe Rivieră suferiseră de pe urma celui de-al Doilea Război Mondial și fuseseră vândute, după ce fuseseră împărțite în apartamente separate. Noii proprietari au început să-l decoreze cu numeroase opere de artă, precum cele realizate de Niki de Saint Phalle, portrete de monarhi, multe busturi, inclusiv cel al reginei Maria Antoaneta, și au transformat, astfel, Negresco într-un hotel-muzeu, care găzduia în cele din urmă 6.000 de obiecte de artă franceză.. Jeanne Augier a tapițat liftul principal cu catifea roșie ce conținea imaginea în leagăn a regelui Romei și a cutreierat magazinele de antichități pentru a găsi mobilier pentru utilarea saloanelor, a celor 21 de apartamente și 96 de camere, care rezumau cinci secole de istorie a Franței. Există aici cele mai renumite portrete ale lui Ludovic al XIV-lea (pictat de Hyacinthe Ringaud, celelalte două exemplare existente se află la Luvru și Versailles), Ludovic al XV-lea, Ludovic al XVI-lea, Napoleon al III-lea și împărăteasa Eugénie sub baldachin. Sub acesta din urmă (renovat în 2010) se află covoare realizate de Raymond Moretti, sculptura Pisica a lui Cyril de La Patellière și chiar o lucrare a lui Sacha Sosno. Pe coridoarele se află mochete de Yvaral, un portret al lui Louis Armstrong de Raymond Moretti, picturi realizate de Mignard și Vasarely, precum și cea mai mare colecție privată de afișe realizate de René Gruau; șemineul monumental provine de la castelul de Hautefort (Dordogne), iar plafonul casetat (secolul al XVII-lea) din castelul din Saint-Pierre-d'Albigny (Savoia). Salonul Pompei a fost transformat într-un „carusel Pompadour”, cu heruvimi și cai de lemn, asortați cu culori luminoase și cu veșminte bărbătești într-un cort de campanie napoleonian. Hotelul are propriul studio de artă și angajează anual un restaurator, tapițeri, un lucrător în marmură și doi dulgheri de la școala Boulle.
În 1965, la cererea președintelui Republicii Charles de Gaulle, Jeanne Augier a supravegheat crearea pentru șahului Iranului a primului palat din țară, la Isfahan, datorită vastei sale experiențe dovedite în amenajarea hotelului Negresco. La moartea soțului ei, în 1995, ea a continuat să conducă acest hotel de lux. Acesta rămâne astăzi unul dintre puținele hoteluri de lux independente din Franța. Proprietarul dorește, de asemenea, ca hotelul să rămână francez și a refuzat prin urmare cumpărarea sa de către sultanul din Brunei, Bill Gates și, mai recent, de niște investitori marocani care au spus: „Nous achetons, le prix importe peu” (în română Noi cumpărăm, prețul contează mai puțin.).
În activitatea de pregătire a centenarului hotelului Negresco, în 2012, au fost realizate lucrări importante care au necesitat închiderea hotelului în perioada 4 ianuarie - 1 iulie 2010. În această perioadă, cea mai lungă de la deschiderea hotelului în 1913, etajul al cincilea, care a fost redenumit „etaj executiv”, a cunoscut o modificare totală pentru a deveni un etaj integral privat, cu lift direct dotat cu cele mai noi tehnologii, bar și spațiu de prânz. În celelalte etaje, cincizeci de băi au fost complet refăcute. Lucrările au dus, de asemenea, la renovarea bucătăriilor, curățarea fațadei vopsite în alb și refacerea în întregime a acoperișului de sticlă al salonului regal.
Jeanne Augier, ce nu avea descendenți, a decis să doneze hotelul Negresco și averea sa personală fundației Mesnage-Augier-Negresco, al cărui statut a fost depus la prefectură pe 17 aprilie 2009. Această fundație se concentrează pe trei axe majore: apărarea drepturilor animalelor, asistență pentru persoanele cu handicap sau a persoanelor aflate în pericol, precum și participarea activă la conservarea patrimoniului cultural în Franța, în special prin asigurarea protejării hotelului Negresco și a colecțiilor sale.
În mai 2011, hotelului i s-a refuzat acordarea distincției oficiale de palat pentru care candidase alături de alte treisprezece hoteluri de lux franțuzești. Este de remarcat că acesta nu are centru spa sau piscină, dar acceptă câini și pisici, sau chiar animale mai exotice, cum ar fi un ghepard cu care a venit Salvador Dali.
Hotelul Negresco a atras atenția publică în iunie și iulie 2012, atunci când proprietăreasa sa a înălțat drapelul Bretaniei (Gwenn ha Du) pe fațadă cu scopul de a onora regiunea sa de origine și de a atrage atenția asupra proiectului unei case pentru persoanele în vârstă pe care ea dorete să-l realizeze la Broons pe Côtes-d'Armor. Reacțiile locuitorilor din Nisa au fost numeroase, iar consilierul municipal delegat cu supravegherea patrimoniului istoric i-a oferit Jeannei Augier un drapel al orașului Nisa. Acum, acest drapel flutură, de asemenea, pe fațadă.
La 15 martie 2013, tribunalul comercial din Nisa a plasat sub administrare judiciară cele trei companii care administrează juridic complexul Negresco (afacerile hoteliere, imobiliare și comerciale) sub administrare judiciară, considerând că starea de sănătate a Jeannei Augier nu îi permite să mai asigure conducerea sa. Conducerea companiilor este încredințată temporar avocatei Nathalie Thomas din Nisa.
La 27 martie 2013, în prezența întregului personal, au fost sărbătoriți cei 90 de ani ai „doamnei de la Negresco”. Un bust ce-l reprezintă pe Salvador Dalí, oaspete fidel al hotelului, i-a fost oferit cu această ocazie; sculptura a fost realizată de Cyril de La Patellière. Printre celebrii oaspeți ai hotelului se află, de asemenea, Grace Kelly sau Bégum.
În urma atacului terorist petrecut la 14 iulie 2016 la Nisa, sala principală a hotelului a fost folosită ca zonă de triaj pentru civilii răniți.

## Caracteristici
- Galerie de artă permanentă (achiziții efectuate de Paul și Jeanne Augier): fonduri René Gruau, Raymond Moretti, César, Cyril de La Patellière, Salvador Dalí, Vasarely, Yvaral, Kadelak etc.
- 9 saloane de 600 de persoane pentru organizarea de recepții, cocktail-uri etc.
- „Salonul Baie des Anges” cu vedere panoramică la Marea Mediterană;
- Restaurantul Le Chantecler al bucătarului-șef Jean-Denis Rieubland (două stele în Ghidul Michelin, 15/20 în Gault & Millau);
- Bistroul La Rotonde al bucătarului-șef Jean-Denis Rieubland (decorat cu cai de lemn și automate muzicale);
- Barul cu pian Le Relais, într-un decor englezesc;
- 121 de camere și 24 de apartamente (decorate în stil Ludovic al XIII-lea cu artă modernă, cu vedere panoramică la Marea Mediterană în cea mai mare parte);
- Salon de frumusețe, salon de coafură, masaj, manichiură, sală de sport;
- Agenție de turism, spălătorie, închirieri de automobile, de limuzine și de elicoptere;
- Schimb valutar, portar, parcare privată, cutie de valori;
- Magazine de lux (expoziții de obiecte de artă realizate de Moretti, Vasarely sau Dali, magazine de modă și de bijuterii, Lancel, Christian Dior, Gianni Versace, Cartier etc.)
- Plajă privată, saltele, umbrele de plajă, cabine, dușuri, sporturi nautice, tenis, golf în apropiere.

## Hotelul Negresco și cinematografia
Peste treizeci de filme au fost turnate la Negresco, printre care La Cage aux folles 2, Chacal sau chiar Le Héros de la famille, regizat de Thierry Klifa în 2006 și turnat la Nisa. Multe scene din acest film au fost turnate în decorul natural al hotelului Negresco: holul principal, salonul Versailles, unul din apartamente, restaurantul La Chantecler și barul Le Relais. Întreaga echipă a filmului a fost găzduită la Negresco, printre cei cazați aici fiind Catherine Deneuve, Emmanuelle Béart, Miou-Miou, Gérard Lanvin, Claude Brasseur, Valerie Lemercier, Géraldine Pailhas sau Pierrick Lilliu.
Printre alte filme turnate aici se numără:
- La Vie à deux (1958), regizat de Clément Duhour
- Ne nous fâchons pas (1965), regizat de Georges Lautner

## Galerie

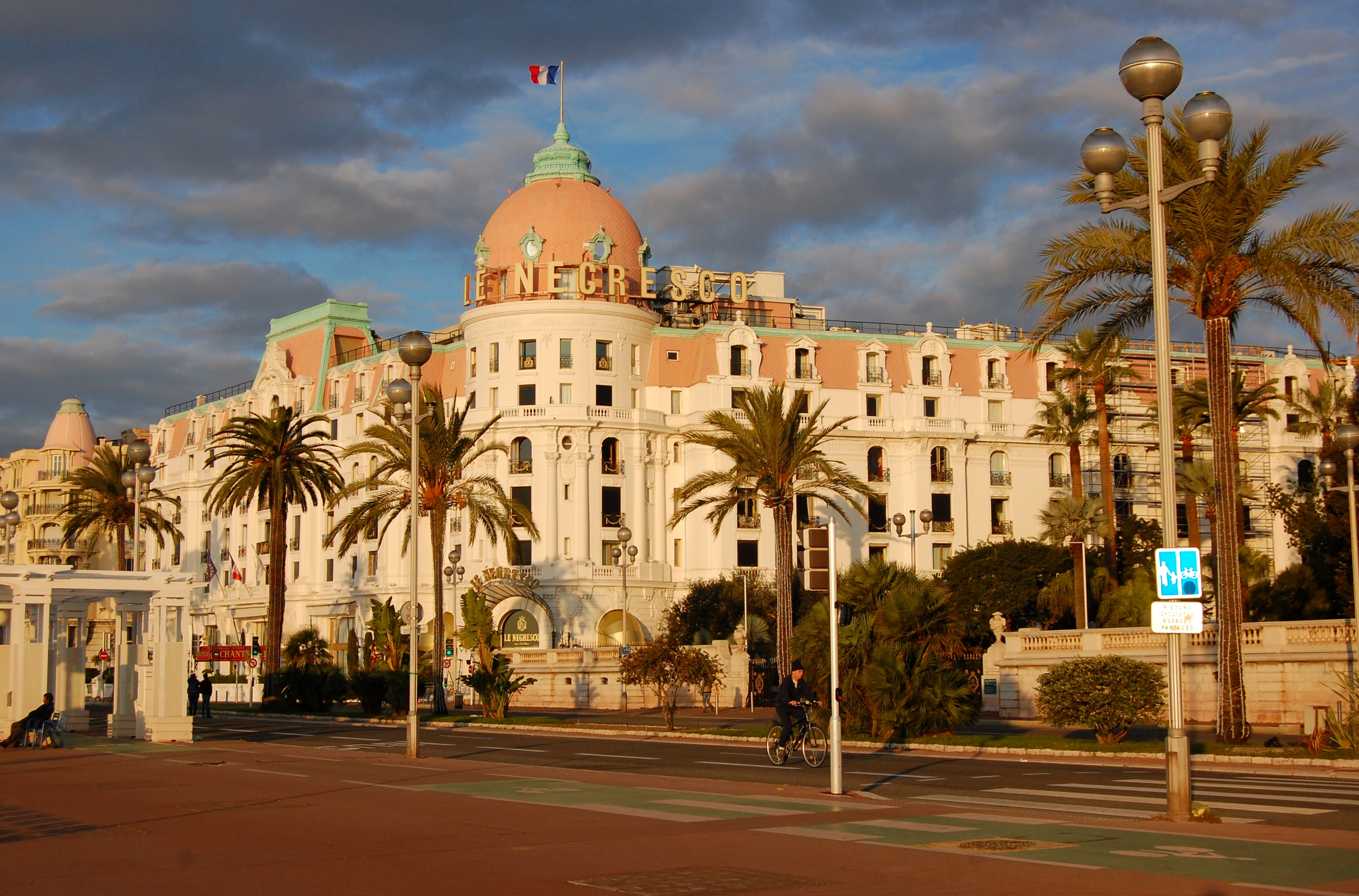
Hotelul Negresco văzut la răsăritul soarelui pe Promenade des Anglais
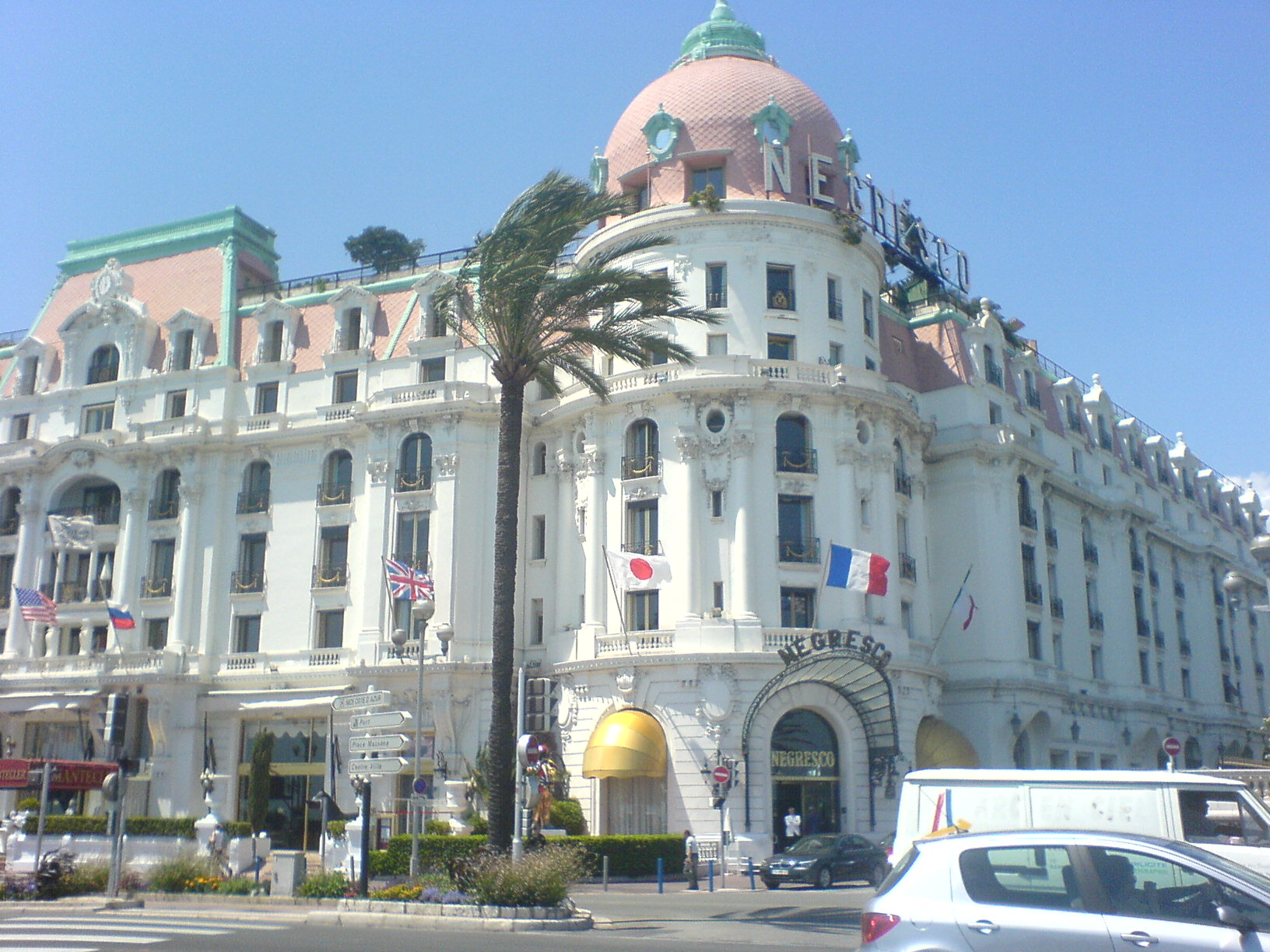
Vedere de pe Promenade des Anglais
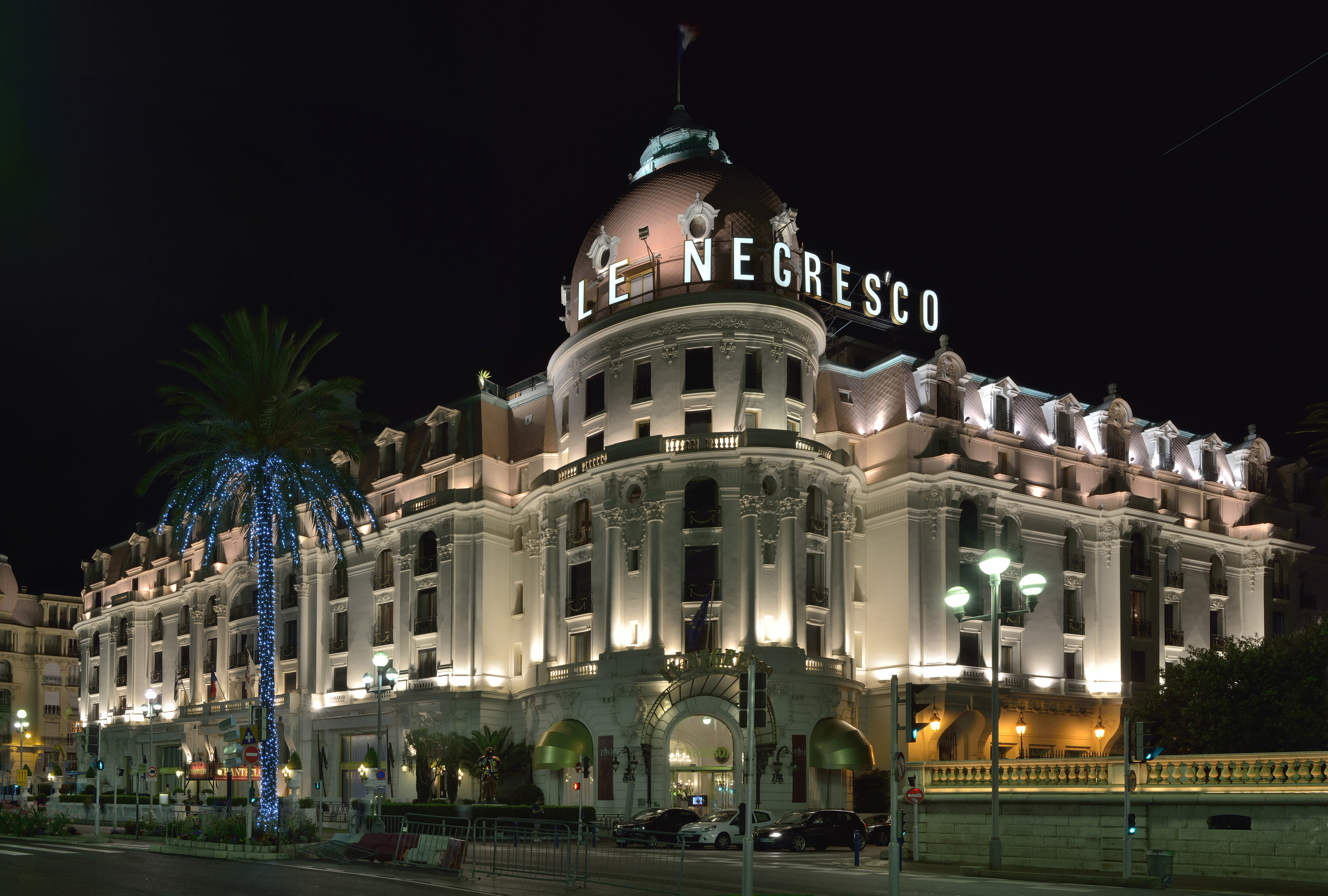
Vedere nocturnă a fațadei hotelului Negresco
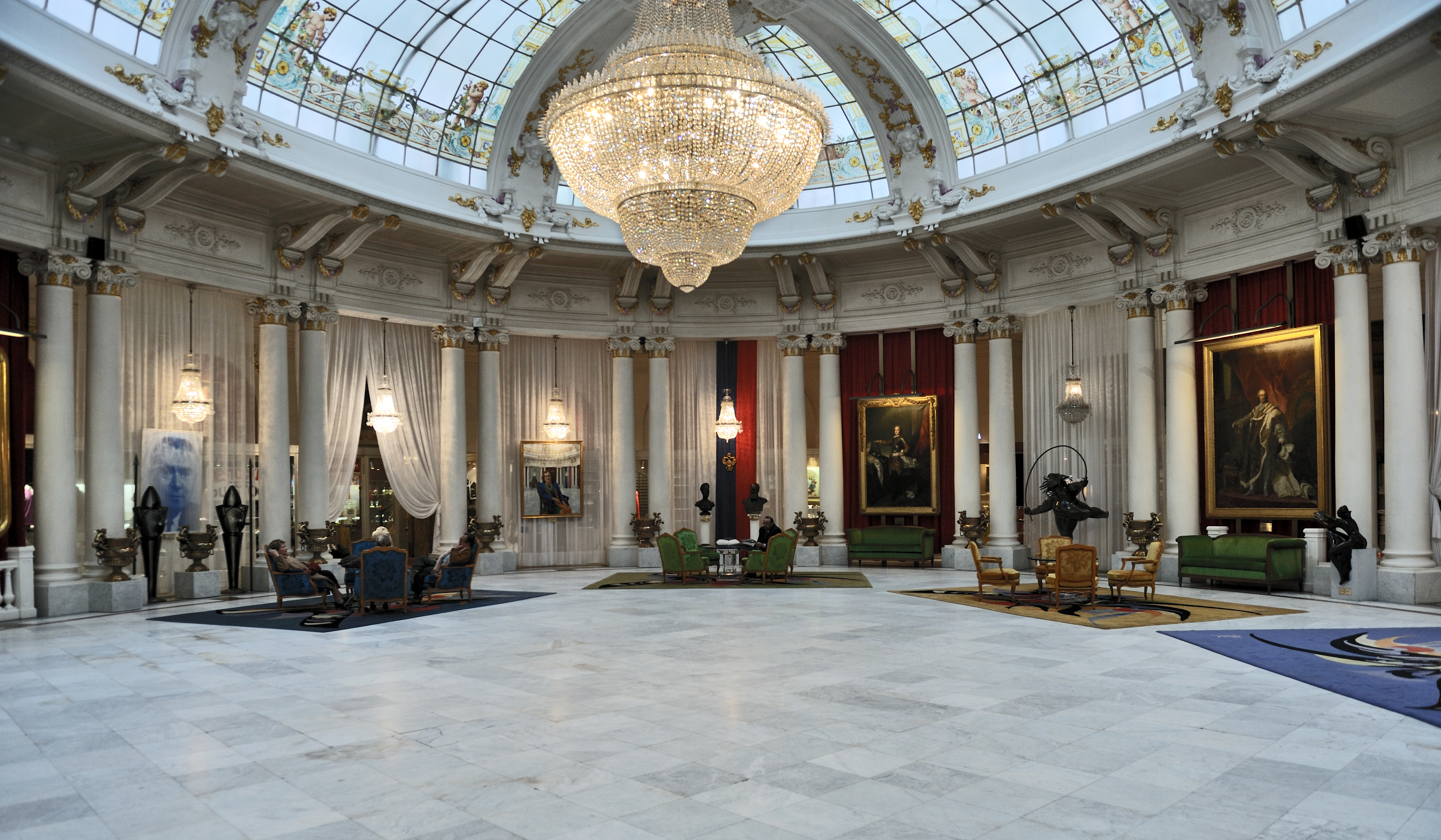
Bolta de sticlă văzută din interior.
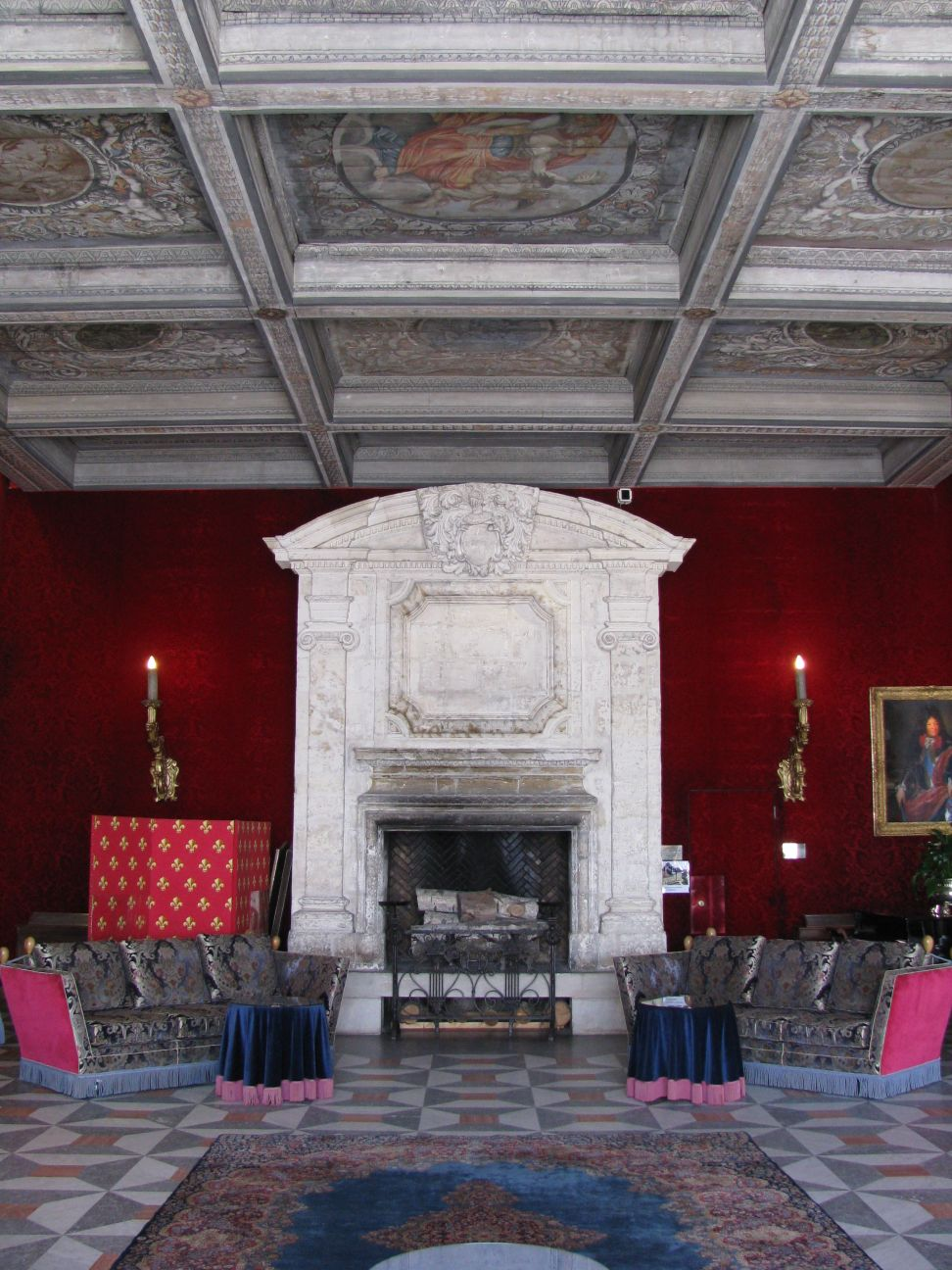
Un salon al hotelului Negresco.
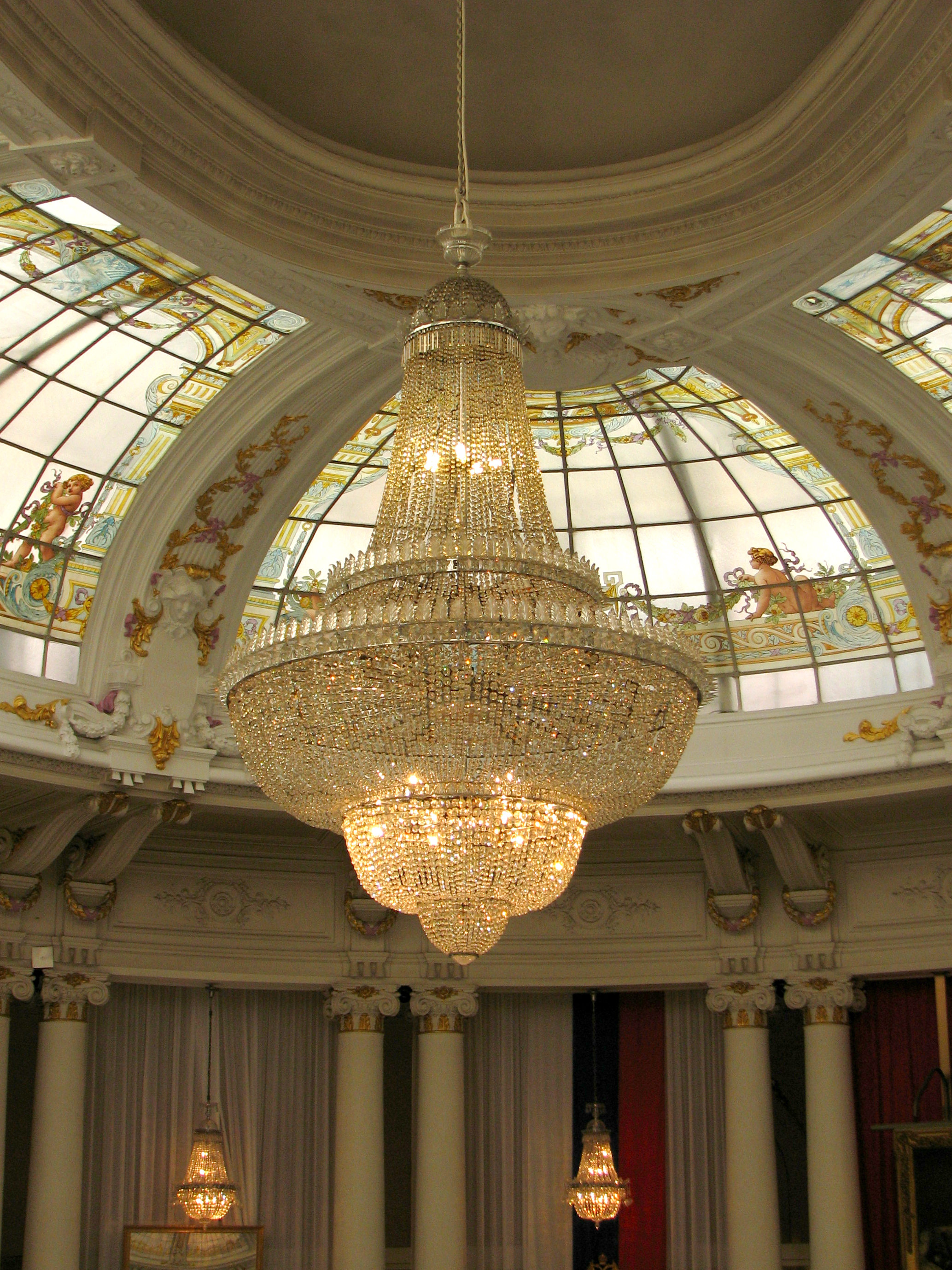
Candelabru de cristal din salonul regal, compus din 16.800 de piese.

## Legături externe
- Site-ul oficial
- Visite virtuelle de l'hôtel Negresco[nefuncțională]
- PDF  Henry Negresco et Le Negresco. Naissance d'un palace azurée[nefuncțională]
, Gilles ROBERTO, 2004.
- Benedicte Menu (2012). „Jeanne Augier, la Dame du Negresco”. lefigaro.fr. Accesat în 28 decembrie 2012. Le Negresco, lui, est encore intact, quand la famille Mesnage-Augier l'achète et s'y installe.
- Ministère de la Culture - PACA - Label Patrimoine du XX-e siècle : Hôtel Negresco Arhivat în 6 august 2013, la Wayback Machine.
- Ministère de la Culture - PACA - Hôtel Négresco, Nice Arhivat în 6 august 2013, la Wayback Machine.